# Bulbul doré
Calyptocichla serinus
Genre
Espèce
Statut de conservation UICN

 LC  : Préoccupation mineure
Le Bulbul doré (Calyptocichla serinus anciennement Calyptocichla serina) est une espèce de passereaux de la famille des Pycnonotidae. Il est monotypique de son genre.

## Description
Le Bulbul doré est de couleur vive pour un bulbul en raison de son ventre jaune vif et de sa gorge blanche, sinon il n'est pas particulièrement différent des autres bulbuls par son plumage, avec le dos, la queue et les ailes d'un olive banal. Il a un long bec effilé rose-brun caractéristique.

## Répartition
Son aire disjointe s'étend à travers la région guinéo-congolaise.